# CA Taguatinga
CA Taguatinga is een Braziliaanse voetbalclub uit Taguatinga, in het Federaal District. 

## Geschiedenis
De club werd opgericht in 1994 als AD Comercial in Núcleo Bandeirante. De club nam al meteen deel aan de hoogste klasse van het Campeonato Brasiliense. Na twee seizoenen op de laatste plaats werd de club in 1996 voorlaatste na de eerste ronde en liet enkel Ceilândia achter zich. Er kwam een degradatietoernooi met vier clubs en Comercial wist zich hier van de degradatie te redden. Het bleek echter uitstel van executie, het seizoen erna eindigde de club opnieuw laatste en degradeerde nu wel. 
In 2000 nam de club de naam AD Comercial Bandeirante aan. De club speelde dat jaar terug in de hoogste klasse en haalde voor het eerst een goed resultaat en plaatste zich voor de halve finale om de titel, waar ze Brasília uitschakelden en zowaar in de finale stonden tegen Gama. Het werd 1-1 en 2-2. Volgens de regels werd er dan een verlenging gespeeld en als die nog geen winnaar opleverde was Gama kampioen omdat het in de competitie beter presteerde. Het bleef 0-0 in de verlenging waardoor Bandeirante langs de titel greep. Ook het volgende seizoen plaatste de club zich voor de halve finale waar ze uitgeschakeld werden door Brasiliense. In 2002 was het competitieformat anders en kwam er een tweede groepsfase met zes clubs en nu werd de club vierde. Het volgende seizoen verliep minder gunstig en de club eindigde net boven de degradatiezone. Ook het volgende seizoen ging het niet goed en in 2005 volgde dan een degradatie. De clubkleuren van Bandeirante waren zwart-wit.
In 2006 veranderde de club van naam en werd Atlético Taguatinga. In 2015 promoveerde de club terug naar de hoogste klasse. Na twee seizoenen degradeerde de club. Op 25 juni 2018 fuseerde de club met Taguatinga EC en ging op in die club. 